# Flugunfall der Air Comores 1968
Der Flugunfall der Air Comores 1968 ereignete sich am 27. Januar 1968, als eine auf einem internationalen Linienflug der Air Comores von Daressalam nach Moroni befindliche de Havilland DH-114 Heron 1B im Endanflug auf den Flughafen Moroni abstürzte, wobei 15 der 16 Personen an Bord ums Leben kamen.

## Maschine
Bei der betroffenen Maschine handelte es sich um eine 1954 gebaute de Havilland DH-114 Heron 2B mit der Werknummer 14040, die erstmals mit dem Testkennzeichen G-5-19 auf den Hersteller zugelassen wurde. Am 17. März 1954 wurde die Maschine mit dem Luftfahrzeugkennzeichen F-OAPM an die UAT Union Aeromaritime de Transport ausgeliefert. Ab dem 1. Oktober 1962 war die Maschine an die Air Ivoire verleast, bei der sie das Luftfahrzeugkennzeichen TU-TBV trug. Im Dezember 1964 wurde die Maschine an die Leasinggeberin UAT zurückgegeben, die diese daraufhin mit dem Luftfahrzeugkennzeichen F-OCED wieder zuließ. Am 21. Januar 1965 wurde die Maschine an die Air Comores verkauft. Das viermotorige Zubringerflugzeug war mit vier 6-Zylinder-Reihenmotoren de Havilland Gipsy Queen GQ 30 Mk.2 ausgerüstet.

## Passagiere und Besatzung
Den Flug von Daressalam nach Moroni hatten 15 Passagiere angetreten. Die Besatzung bestand aus einem einzelnen Flugkapitän.

## Unfallhergang
Der Flug von Daressalam nach Moroni verlief bis zum Landeanflug auf Moroni ohne besondere Vorkommnisse. Bei der Landung setzte die Maschine mit einem rechtswärtigen Rollwinkel auf der rechten Seite der Landebahn auf. Die Maschine prallte daraufhin von der Landebahn ab und stieg wieder in die Luft. Das rechte Querruder prallte gegen einen Scheinwerfer der Landebahnbefeuerung, der sich rechts von der Landebahn befand. Der Flugkapitän erhöhte den Triebwerksschub mit der Absicht, durchzustarten. Die Maschine stieg daraufhin mit voll ausgefahrenen Auftriebshilfen und einem exzessiven Nickwinkel in die Höhe, bis es zu einem Strömungsabriss kam. Die Heron stürzte gegen einen Felsstrand und fiel ins Meer. Dabei kamen 15 der 16 Insassen ums Leben, nur ein Passagier überlebte. 

## Ursache
Als Unfallursache wurde festgestellt, dass der Flugkapitän den Anflug mit einer fehlerhaft konfigurierten Maschine durchgeführt hatte. Aus diesem Grund sei die Maschine unter den Gleitpfad gesunken.